# Franz Cucumus
Franz Cucumus (* 28. Juli 1824 in Würzburg; † 9. August 1881 in Leipzig) war ein deutscher Reichsgerichtsrat.

## Leben
Cucumus hat in München und Heidelberg studiert. Er gehört Anfang 1845 als Student in Heidelberg der eher gemäßigten Verbindung „Schloßbund“ an. 1846 war seine Vereidigung auf den bayrischen Landesherrn.
Er war zunächst Strafverteidiger in Bayern. 1849 war er einer der beiden Strafverteidiger in der ersten öffentlichen Gerichtsverhandlung in Strafsachen in Bayern rechts des Rheins. Von 1853 an war er Assessor beim Stadtgericht in München.
1857 war er Bezirksgerichtsrat in München. 1864 war er Handelsgerichtsrat. 1867 wurde Cucumus Rat am Handels-Appellationsgericht. 1876 war er Staatsanwalt am Bayerischen Obersten Landesgericht. 1879 trat er in den I. Strafsenat des Reichsgerichts ein. Er starb an den Folgen eines Sturzes.

## Familie
Sein Vater war der Rechtswissenschaftler Konrad von Cucumus (1792–1861).

## Werke
- „Ueber das Verhältniß der Berufung zum Einspruche gegen die im Ungehorsamsverfahren erlassenen Urtheile der Kreis- und Stadtgerichte“, in: Johann Adam Seuffert (Hrsg.): „Blätter für Rechtsanwendung zunächst in Bayern“, 16. Jahrgang, Ergänzungsband 1, Erlangen 1851, (S. 1)